# Iglesia de Santiago (La Valeta)
La Iglesia de Santiago es una iglesia católica en La Valeta, Malta. Una iglesia manierista anterior se construyó a principios del siglo XVII y se demolió a principios del siglo XVIII para construir la iglesia barroca actual. Construida sobre los diseños de Romano Carrapecchia, sirvió para el servicio religioso al Albergue de Castilla. Sigue siendo una iglesia activa, que se encuentra en Merchants Street, y es un edificio cultural programado en un Patrimonio de la Humanidad. tiene una serie de características artísticas, incluida su imponente fachada y pinturas, una dibujada por Filippo Paladini y otra que data de la iglesia actual. Hoy en día, la iglesia también se utiliza para los servicios de la Iglesia Ortodoxa Tewahedo de Etiopía y la Iglesia Ortodoxa Tewahedo de Eritrea.

## Historia
La primera iglesia fue construida en 1612, pero luego fue demolida para construir una nueva iglesia barroca entre 1709 y 1710. Algunas fuentes poco fiables han atribuido los diseños de la iglesia al arquitecto Giovanni Barbara. Sin embargo, el arquitecto fue Romano Carapecchia, quien diseñó la iglesia en estilo barroco italiano.
Figura en el Inventario Nacional de Bienes Culturales de las Islas Maltesas.

## Exterior
La fachada incluye pilares, hornacinas, ventanas y diseños barrocos. tiene 2 pisos de altura. Sobre la puerta principal se puede ver una gran ventana. Encima se puede ver el escudo de armas del Reino de Castilla sostenido por dos ángeles con una concha marina encima.
En el siglo XVIII, fue rediseñado por el conocido arquitecto Romano Carapecchia, cuando se le dio un carácter barroco.

## Interior
Está construido en forma de óvalo excluyendo el santuario de la iglesia. La pintura titular fue realizada por Filippo Paladini. Representa a Santiago el Mayor a la entrada de una cueva sosteniendo un palo y un ángel sosteniendo una hoja de palma que simboliza su martirio. Debajo de la pintura titular se puede ver una pintura ovalada que representa a Nuestra Señora de los Dolores. Se trata de una copia de un cuadro español hallado en Madrid conocido como la Madonna di Soledad. La pintura fue traída a Malta en 1646 por un clérigo de la Orden de San Juan. 